# 貝爾比宮
貝爾比宮（Palais de la Berbie）位於法國西南部的阿爾比，曾是阿爾比主教的城堡，建於1228年和1308年。
城堡建於十三世紀下半葉 ，歷經三任主教的主持，耗時約五十年。最初，杜蘭德·德·博凱爾（Durand de Beaucaire）計劃將其打造成一座尊貴的住所，但在伯納德二世（Bernard II）和伯納德三世（ Bernard III）統治時期，它被改建成一座堡壘，以抵禦阿爾比派教徒（包括卡特里派異端）在經濟和宗教上的敵意。隨後，在十六至十八世紀期間，該城堡又被歷任主教多次改建 ，在提升了舒適度的同時，又保留了其古樸堡壘的風貌。
1862年，貝爾比宮因建築結構被列為歷史古蹟；1965年，貝爾比宮又因其獨特的室內元素（例如天花板、壁爐、木製品）被列為歷史古蹟。自2010年起，貝爾比宮因歸屬於主教城阿爾比的中世紀建築群而被列為聯合國教科文組織世界遺產。它毗鄰阿爾比主教座堂，並曾為該大教堂測試過某些建築技術。貝爾比宮與聖塞西爾大教堂以及舊城區的許多建築物共享紅色的露天廣場磚。
在政教分離法頒布期間，貝爾比宮被政府沒收。自1924年起，這裡成為圖盧茲-洛特雷克美術館，以紀念阿爾比本地畫家亨利·德·圖盧茲-羅特列克。博物館收藏了這位藝術家最重要的作品。